# Герберт, Уильям, 6-й граф Пембрук
Уильям Герберт (англ. William Herbert; 1640/41 — 8 июля 1674) — английский аристократ, 6-й граф Пембрук, 3-й граф Монтгомери, 3-й барон Герберт из Шурланда, 6-й барон Герберт из Кардиффа с 1669 года. Старший сын Филиппа Герберта, 5-го графа Пембрука, от его первой жены Пенелопы Наунтон. До 1647 года потерял мать. Известно, что в 1658 году Уильям получил разрешение на выезд за границу. С 1661 года заседал в Палате общин как депутат от Гламоргана. После смерти отца унаследовал обширные семейные владения и занял место в Палате лордов как 6-й граф Пембрук. Умер неженатым, так что его наследником стал младший единокровный брат Филипп.